# Шешурга
Шешурга — село в Тужинском районе Кировской области России. Входит в Михайловское сельское поселение.

## География
Село расположено на южных склонах небольшой холмистой гряды, протянувшейся в широтном направлении от долины Большой Кокшаги на западе до долины Немдежа на востоке. К северу от населённого пункта отмечены самые высокие вершины данной гряды — высоты 179,6 м и 187,6 м.
С южных склонов этой гряды, в восточной её части, стекают небольшие левые притоки Немдежа (сама река Немдеж также начинается на этих южных склонах). У истоков одного из таких притоков, реки Лакиной, и стоит село Шешурга. С северных склонов восточного участка холмистой гряды стекают притоки Маслинки (преимущественно правые, а также левый приток Плоский Лог; сама Маслинка тоже берёт начало на этих холмах). Впоследствии Маслинка впадает в Немдеж. Севернее Шешурги находятся истоки небольших речек Изимерки и Никитихи, северо-западнее — исток Ташкемки.
Окрестности села в основном малолесные, лишь к юго-западу расположен небольшой бор, где растут ель и пихта. Более крупные леса находятся на севере, в долине Маслинки, и на юге, за Немдежом.
Относительно крупных населённых пунктов рядом с селом крайне мало. Основная часть населения Михайловского сельского поселения проживает на северо-востоке, в селе Михайловское, с которым Шешурга связана прямой дорогой. Там же, на берегах Немдежа, расположены ещё две деревни из состава сельского поселения — Малиничи и Масленская. На востоке, за рекой Немдеж, находится деревня Васькино.
В то же время, вокруг села множество урочищ и мест, где ранее жили люди. На юго-востоке, в долине Немдежа и его правого притока Аксеновки находились населённые пункты Соколы, Аксеново, Округа. На юге, в бассейне Тунгаринки, правого притока Немдежа — Егоровские и Забенские (Зобенки). В верховье реки Кумужваш, притока Тунгаринки, стоит небольшая деревня Рыжаково, относящаяся уже к Яранскому району. На юго-западе от Шешурги, также по берегам рек, находились Косычане, Жуково, Устретена, сохранилась малонаселённая деревня Ахмоличи.
В западном направлении от села — урочище Виноградово и места нахождения бывших поселений Каварваж и Зайцево. Далее к западу начинается территория Кикнурского района (ближайший населённый пункт здесь — село Кокшага, стоящее на берегу Большой Кокшаги у подножия западной оконечности вышеупомянутой холмистой гряды). На северо-западе от Шешурги находились Ташкем (у истоков Ташкемки), Воробьи и ныне несуществующая деревня Масленская, за которой начиналась Нижегородская область (ближайшее населённое место здесь — деревня Кодочиги Тоншаевского района).
К северу от села — урочище Малая Шешурга и место нахождения бывшей деревни Новозаводские. На северо-востоке располагались Новодворские, Кулики, Ижевская, имеется урочище Павловская. На востоке — ныне несуществующее поселение Гвоздево и нежилая деревня Черново.

## История
Первое упоминание Шешурги датируется 1723 годом. В 1863 году Шешурга получила статус села, после строительства церкви. Село было центром Шешургской волости Яранского уезда Вятской губернии, которая объединяла 73 селения на 1,7 тыс. дворов и 11,8 тыс. жителей в 1891 году, 166 селений в 16 сельсоветах на 5,1 тыс. хозяйств и 26,4 тыс. жителей по переписи 1926 года. В 1921 году часть населения выехала из Шешурги и основала новые деревни в нескольких километрах от села. 11 семей образовали деревню Черноречена, 21 семья — деревню Новозаводские.
В эпоху СССР в селе существовал колхоз, название которого неоднократно менялось: имени В. М. Молотова (результат объединения в послевоенные годы колхоза Шешурги и колхоза деревни Косычане, который с самого начала коллективизации как раз и назывался в честь Молотова), «Родина» (образованный в 1959 году в результате укрупнения колхоз, охватывавший весь Шешургский сельсовет), имени Я. М. Свердлова. С 2002 года на базе бывшего колхоза имени Свердлова в селе существовал СПК «Рассвет», который специализировался на разведении крупного рогатого скота и производстве молока, в 2009 году СПК ликвидирован. Как уже указано, село являлось центром сельсовета, до муниципальной реформы составляло отдельный Шешургский сельский округ в составе Тужинского района.

## Население
| 2010 |
| ---- |
| 151  |

По данным переписи 2010 года, в селе проживают 67 мужчин и 84 женщины, преимущественно русские (более 95 %), а также марийцы и другие.
По данным переписи 2002 года, в селе проживало 347 человек (167 мужчин и 180 женщин), 97 % населения составляли русские.
По состоянию на 1987 год население села составляло до 400 человек.

## Улицы
- Кирова
- Мира
- Набережная
- Садовая
- Советская
- Центральная
- Школьная[14]

## Инфраструктура
- Сельский дом культуры[15].
- Сельская библиотека-филиал[15].
- Фельдшерско-акушерский пункт[16].
- Почтовое отделение[17].
- Магазин Тужинского районного потребительского общества[18].
- Своей школы в селе нет, Шешурга приписана к школе села Ныр[19].
- В село ходит пригородный автобус из районного центра пгт Тужа[20].

## Экономика
В селе зарегистрировано лишь одно крестьянское хозяйство «Нива», занимающееся растениеводством. В 1980-х годах в селе имелись 2 силосные ямы с башнями, склад ГСМ, к северу от Шешурги разрабатывался песчаный карьер.

## Религия
В селе сохранились развалины храма Флора и Лавра. Церковь появилась в Шешурге в 1863 году, в 1869—1872 годах был построен частично сохранившийся доныне каменный храм — кирпичный четырёхстолпный однокупольный трёхапсидный, с трапезной и колокольней под шпилем. Храм имел три престола — в честь мучеников Флора и Лавра, в честь Трёх святителей и в честь Александра Невского. В конце 1930-х годов церковь была закрыта и в дальнейшем использовалась для хозяйственных нужд.

## Памятники и мемориалы
- Памятник жителям Шешурги, погибшим в боях за Родину в годы Великой Отечественной войны[23].
- Могила лётчика (стрелка-радиста), погибшего на территории Кикнурского района в 1942 году[24].
- Бюст Я. М. Свердлова перед Домом культуры[25].

## Персоналии
- Дубовка, Владимир Николаевич — белорусский советский поэт, прозаик, переводчик, критик, языковед. В 1930-х годах находился в Шешурге в ссылке[26].
- Матфей Яранский — местночтимый святой, преподобный. В 1904 году несколько месяцев служил в церкви Шешурги[27].